# 三名城
三名城（さんめいじょう）とは、将軍徳川家の居城であった江戸城は別格として、日本国内において名城とされる城の上位3つを挙げたものである。ただし、どの城を三名城に選ぶかは時代や定義により諸説がある。

## 三大名城
- 姫路城[1]
- 名古屋城[1]
- 大坂城[1]

おもに城郭の規模をもとにした選定。

## 設計者による三名城
- 名古屋城[2][3]
- 大坂城[2][3]
- 熊本城[2][3]

荻生徂徠の記した『鈐録外書』の記述によれば、江戸時代初期、城造りの名手と言われた加藤清正、藤堂高虎が普請した城のうち、特に機能美に優れた3つの城を選定。

## 江戸時代の天守
- 名古屋城[4]
- 大坂城[4]
- 熊本城[4]

## それぞれの城が三名城を名乗っている城
- 名古屋城[5]
- 大坂城[5]
- 姫路城[5]
- 熊本城[5]

## ギャラリー

名古屋城
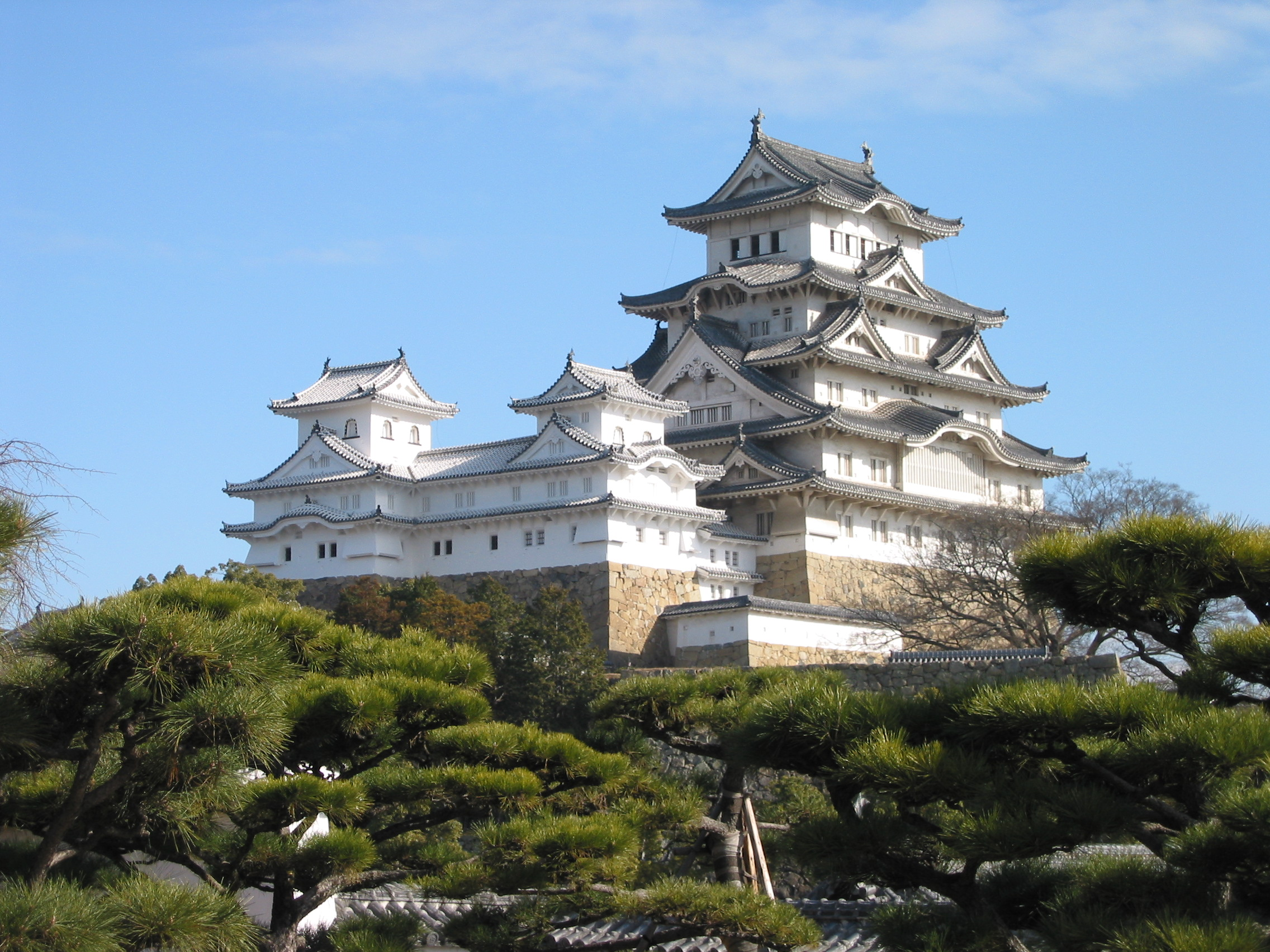
姫路城
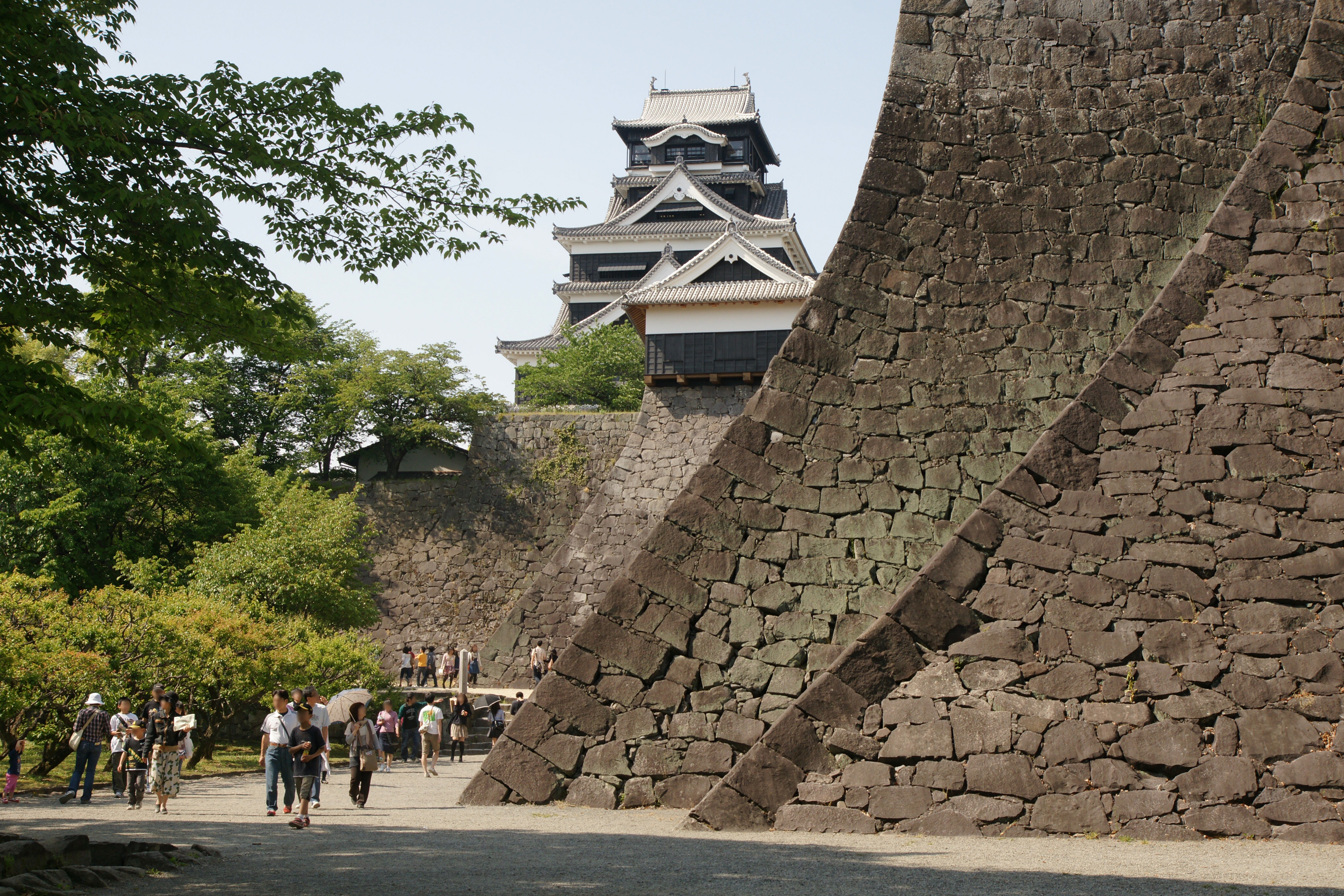
熊本城
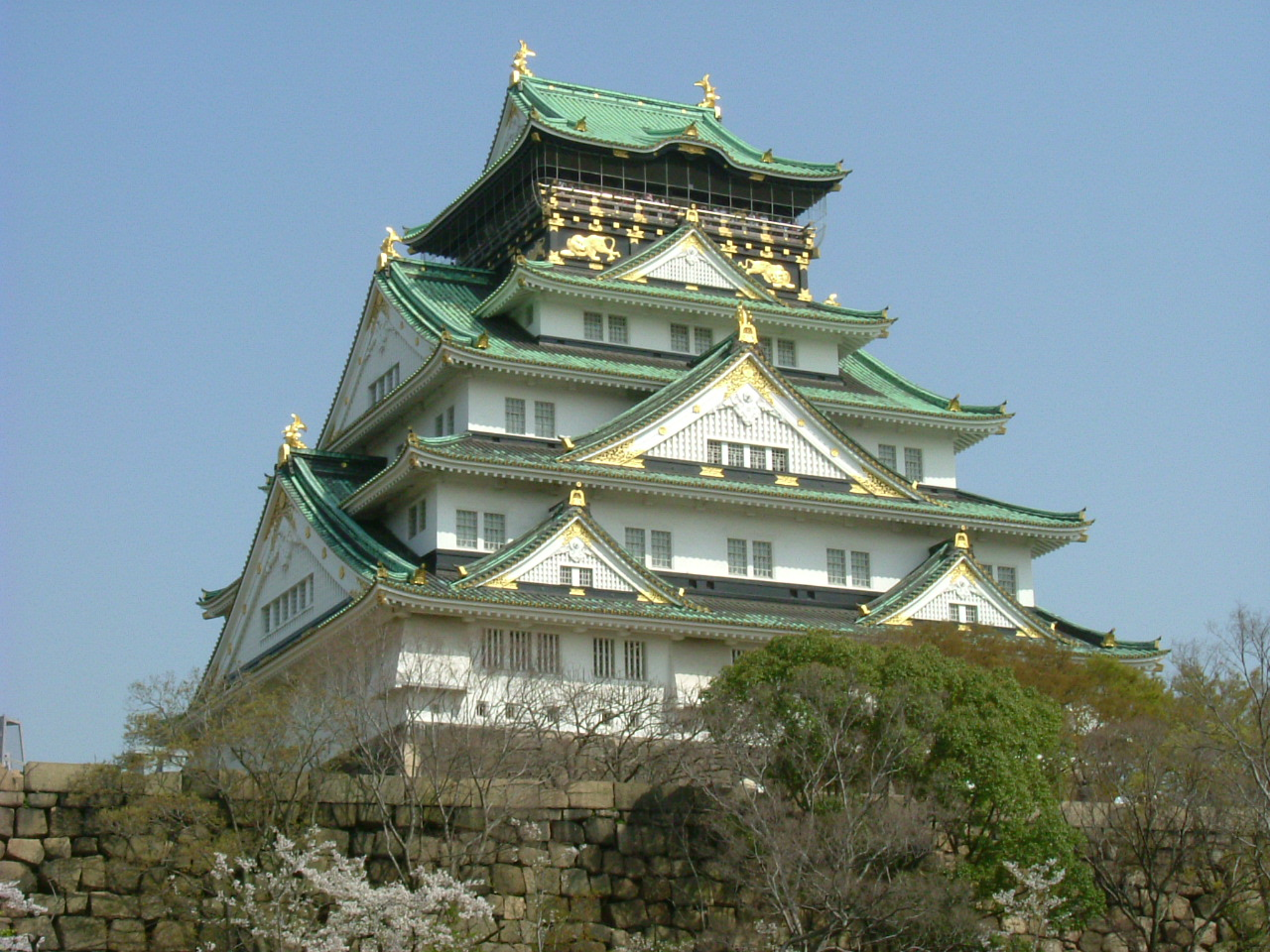
大坂城